# 8-as busz (Zalaegerszeg)
A zalaegerszegi 8-as jelzésű autóbusz a Kovács Károly tértől indulva körjáratként közlekedik a Kertváros érintésével. A vonalat a Volánbusz üzemelteti.

## Útvonala
| Kovács Károly tér → Kertváros → Kovács Károly tér |
| --- |
| Kovács Károly tér vá. – Kazinczy tér – Balatoni út – Széchenyi tér – Kossuth Lajos utca – Göcseji út – Köztársaság útja – Hegyalja utca – Köztársaság útja – Göcseji út – Hunyadi János utca – Kosztolányi Dezső utca – Kovács Károly tér vá. |

## Megállóhelyei
| 0  | Kovács Károly tér induló végállomás       |                                                                                  |
| 2  | Széchenyi tér                             | 1, 1U, 1Y, 3, 3C, 3Y, 5, 5C, 5U, 5Y, 8C, 8E, 9U, 11, 11A, 11Y, 24, 41            |
| 4  | Gyógyszertár (Kossuth utca)               | 1, 1U, 1Y, 3, 3C, 3Y, 5U, 8C, 8E, 9U, 11, 11A, 11Y, 24, 41                       |
| 5  | Kórház (Göcseji út)                       | 1, 1U, 1Y, 3, 3Y, 5U, 8E, 9U, 10, 10Y, 11, 11A, 11Y, 41, C1                      |
| 6  | Városi fürdő (Göcseji út)                 | 8E, 10, 10C, 10Y, 11, 11A, 11Y, 26, 30, 30A, 30C, 48, C1, C2, C4                 |
| 7  | Kertváros, Szent Család óvoda             | 8C, 8E, 10Y, 11A, 11Y, 44, C1, C2, C4                                            |
| 8  | Kertváros, Liszt Ferenc Általános Iskola  | 8C, 10Y, 11A, 11Y, 44, C1, C2, C4                                                |
| 9  | Kertvárosi ABC                            | 8C, 10Y, 11A, 11Y, 44, C1, C2, C4                                                |
| 10 | Kertváros, Eötvös József Általános Iskola | 8C, 10Y, 11A, 11Y, 44, C1, C2, C4                                                |
| 12 | Hegyalja utca 42.                         | 11A                                                                              |
| 13 | Hegyalja utca - Pálóczi utca              | 11A                                                                              |
| 14 | Hegyalja utca - Sas utca                  | 11A                                                                              |
| 16 | Kertváros, Liszt Ferenc Általános Iskola  | 8C, 10Y, 11A, 11Y, 44, C1, C2, C4                                                |
| 17 | Kertváros, Szent Család óvoda             | 8C, 8E, 10Y, 11A, 11Y, 44, C1, C2, C4                                            |
| 19 | Éva presszó                               | 8E, 10, 10C, 10Y, 11, 11A, 11Y, 26, 30, 30A, 30C, 48, C1, C2, C4                 |
| 21 | Hunyadi utca                              | 1, 1E, 1U, 1Y, 3, 3Y, 5U, 9U, 10, 10C, 10Y, 26, 30, 30A, 30C, 41                 |
| 22 | Önkiszolgáló étterem                      | 1, 1E, 1U, 1Y, 3, 3Y, 4, 5U, 9U, 10, 10C, 10Y, 26, 30, 41, C2                    |
| 25 | Kovács Károly tér érkező végállomás       | 1, 1E, 1U, 1Y, 3, 3C, 3Y, 5, 5C, 5U, 5Y, 9, 9U, 10, 10C, 10Y, 26, 30, 41, C2, C5 |